# Verblekende russula
De verblekende russula (Russula exalbicans) is een paddenstoel van het geslacht Russula. Hij vormt Mycorrhiza met Berk (Betula) in lanen en bos op enigszins kalkhoudend en leemrijk zand.

## Kenmerken

### Uiterlijke kenmerken
Hoed
De hoed is 5 tot 10 cm breed. De vorm is eerst halfbolvormig, later convex tot afgeplat en ten slotte ingedrukt. Het midden is dan vaak ingedrukt en de rand gebogen. Aanvankelijk is het meestal roze of wijnrood van kleur en heeft het soms olijfgroene vlakken in het midden. De kleuren vervagen echter al snel tot een smalle roodachtige randzone. De hoed is dan vaak helemaal vuilgeel of grijswit. De huid van de hoed is meestal zijdeachtig glanzend en vettig als hij nat is. Het is vaak moeilijk om af te vallen.
Lamellen
De lamellen staan dicht bij elkaar en zijn troebel witachtig tot licht oker van kleur. Ze kunnen een groenachtige of grijzige tint hebben. Ze zijn vaak vermengd of vertakt met kortere lamellen.
Steel
De steel is 3 tot 7 cm lang en 1,5 tot 3 cm breed, vrij kort en gedrongen. Het is wit, zelden roze en heeft al snel grijze aderen. Met de leeftijd en vooral als het nat is, kan het ook een beetje grijs worden.
Geur en smaak
Het vruchtvlees is wit, maar vergrijst enigszins bij vochtig weer. De geur is licht fruitig. De smaak is scherp, ook scherp in de lamellen van jonge exemplaren. Oudere vruchtlichamen zijn soms helemaal mild.
Sporenprint
De sporenprint is crème tot okerkleurig (IIIa-b volgens Romagnesi).

### Microscopische kenmerken
De ellipsvormige sporen zijn 8 tot 10 µm lang en 6 tot 7 µm breed. Ze zijn bezet met 0,7 m hoge, meestal geïsoleerde wratten, waarvan sommige zijn geribbeld of verbonden door lijnen om een nogal slecht ontwikkeld netwerk te vormen. De pileocystidia zijn cilindrisch, spoelvormig of nauw clavaat, soms septaat. Ze zijn 3,5 tot 6 (8) µm breed. De pleurocystidia zijn meestal stomp, 40 tot 65 µm lang en (5,5) 8 tot 10 µm breed. Ze kleuren gewoonlijk zwak met sulfovanilline.

## Verspreiding

Europees verspreidingsgebied

De verblekende russula is een Holarctische soort die wordt verspreid van de submeridiale tot de boreale zone met gematigde koele klimaten. De soort komt voor in Noord-Afrika (Marokko), Noord-Azië (Siberië, Kamtsjatka), Noord-Amerika (VS), Groenland en Europa.
In Nederland komt hij vrij algemeen voor. Hij is niet bedreigd en staat niet op de rode lijst .